# Kiyuna Tsugumasa
Kiyuna Tsugumasa (喜友名 嗣正, 5 de abril de 1916 – junho de 1989) foi um político de ascendência Ryukyuana que foi bastante ativo em Taiwan e Okinawa. Passou toda sua vida buscando a independência de Ryukyu; e na impossibilidade de atingir esse objetivo, preferia o retorno à República da China ao invés do Japão. Também era conhecido por seu nome chinês, Tsai Chang (chinês tradicional: 蔡璋, pinyin: Cài Zhāng; soa como "Sai Shō" em Japonês).
Kiyuna nasceu em Honolulu, Havaí, Estados Unidos. Seu antepassado foi Sai Ken (蔡堅), um imigrante chinês de Nan'an, Quanzhou, Fujian. Quando criança, Kiyuna viveu no Sudeste Asiático e em Saipan junto com o pai por vários anos. Frequentou a Escola de Produção Marítima Ryukyu (琉球水産学校). Após sua graduação, Kiyuna tornou-se engenheiro de produção marítima (水産技師) e trabalhou em Okinawa em 1933. 
Kiyuna trabalhou como editor de jornal no Havaí desde 1935. Foi para Okinawa em 1941, onde organizou um partido chamado Associação Camarada do Jovem Ryukyuano (琉球青年同志会), secretamente lutando pela independência de Ryukyu. Chegou em Taiwan em 1943 e tornou-se um oficial do governo. 
Após a rendição do Japão em 1945, as Ilhas Ryukyu foram conquistadas pelos Estados Unidos e Taiwan foi reocupada pela República da China. A Associação Camarada do Jovem Ryukyuano mudou seu nome para Associação Camarada da Revolução Ryukuana (琉球革命同志会) e se registrou em Keelung. A ideologia do partido era muito semelhante à do Kuomintang. Ele iniciou uma petição endereçada a Chiang Kai-shek em 1947, afirmando que "Ryukyu deveria ser independente ou retornar à China". Kiyuna ia para Okinawa frequentemente, buscando a independência da região com o apoio de Chiang Kai-shek. Ele também era muito ativo em Taiwan e foi selecionado como "Senador da Província de Taiwan" (台灣省參議員) em 1948. Um partido gêmeo chamado Partido Nacionalista Ryukyuano (琉球国民党) foi registrado em Naha em 1958, e Kiyuna foi eleito como seu vice-presidente e Ministro de Relações Exteriores. 

Após o retorno de Okinawa para o controle japonês, Kiyuna voltou a Naha, onde continuou promovendo a independência de Ryukyu, mas poucas pessoas o apoiaram. Viveu em Naha até sua morte 1989. 